# (36765) 2000 RE86
2000 RE86 (asteroide 36765) é um asteroide da cintura principal. Possui uma excentricidade de 0.05435700 e uma inclinação de 6.83408º.
Este asteroide foi descoberto no dia 2 de setembro de 2000 por LINEAR em Socorro.